# George Thomas Napier

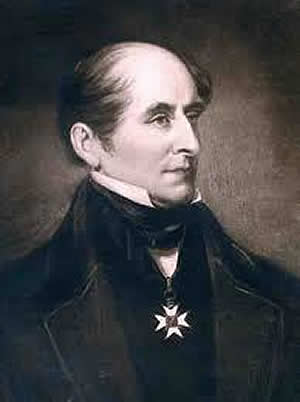

George Thomas Napier, född den 30 juni 1784, död den 16 september 1855 i Genève, var en brittisk general, son till George Napier, bror till Charles James, William och Henry Edward Napier.
Napier, som inträdde i armén 1800, tjänstgjorde under general Moore på Sicilien, under expeditionen till Sverige 1808 och i Portugal, sedermera i Wellingtons pyreneiska fälttåg.
Napier blev 1837 generalmajor och 1854 general samt erhöll knightvärdighet 1838. Han var 1839–1842 guvernör över Kapkolonien, varunder han bland annat utträngde de från Kapkolonien utvandrade boerna från den nygrundade engelska kolonien Natal.
Hans son, general W.C.E. Napier, utgav Passages in the Early Military Life of General Sir George Thomas Napier (1885).